# 拜占庭罗马人
罗马人（羅馬化：Rhōmaîoi或希臘語：，羅馬化：Romioi）是指古典时代晚期和中世纪以中古希腊语为母语、信仰东正教的东部罗马人。他们是東羅馬帝國治下君士坦丁堡、安納托利亞（现代土耳其）、爱琴海诸岛、賽普勒斯及巴尔干半岛南部部分地区的主要居民，也在黎凡特、埃及北部沿海密集城市中形成大规模的少数族群或相对多数族群。纵观历史，拜占庭罗马人一直保持着罗马人（Rōmānī, Ῥωμαῖοι）的身份认同，東羅馬帝國以外的拉丁语使用者将其简单称为希腊人（Graeci）或者用专用术语希腊罗马人（Romei），但现代历史学家将其称为「拜占庭希腊人」。
拜占庭罗马人的社会结构主要是由小农和一小部分贫困人口组成的农业耕作体系下的农村为基础来支撑的。这些小农生活在村庄（χωρίον；chorion）、村镇（ἀγρίδιον；agridion）和庄园（προάστειον；proasteion）这三种类型的居住地。拜占庭帝国时期的诸多内部骚乱归咎于帝国内部的政治派系而非这个庞大的农民底层群体。拜占庭罗马人的士兵起初是在农村的小农中征募，按年接受训练。随着拜占庭帝国进入十一世纪，军队中的多数士兵被披甲士兵和雇佣兵取代。
十三世纪之前，拜占庭罗马人的教育水平比西方更先进，特别是小学水平的教育，因此其识字率相对较高。Ioannis Stouraitis估計，帝國人口中具有一定程度識字率的比例至多15-20%。拜占庭希腊贸易商享有非常强的地位，尽管竞争对手意大利贸易商对其产生了挑战，但在拜占庭后半段时间里，拜占庭希腊贸易商自始至终保持着自己的地位。神职人员也保有特殊地位，他们不仅比西方神职人员更自由，而且拥护的君士坦丁堡普世牧首也被认为与教宗享有同等地位。在拜占庭帝国初期（5世纪后的罗马帝国），君士坦丁大帝（统治时间：306-337年）治下只有一小部分大约10%的人口是基督徒，随着时间的推移，普世牧首的实力地位也逐步升高。
当君士坦丁大帝将首都迁至君士坦丁堡时，尽管帝国行政语言是拉丁语，但中古希腊语已经在罗马帝国东部地区被广泛使用。从希拉克略皇帝（统治时间：610-641年）统治时期起，希腊语不仅是民间占据主导地位的语言，在新政中也取代了拉丁语。起初拜占庭帝国具有多民族国家特性，然而随着七世纪非希腊语使用者的省份被穆斯林征服，拜占庭罗马人开始占据主导地位。拜占庭罗马人居于穆斯林征服后的帝国核心区域：现代塞浦路斯、希腊、土耳其、西西里、南保加利亚部分地区、克里米亚和阿尔巴尼亚。随着时间推移，他们与西方特别是欧洲拉丁世界的关系逐步恶化。
东西教会分裂进一步破坏了东方希腊世界和西方拉丁世界的关系，导致拜占庭罗马人在西方被扣上异端的标签。在拜占庭帝国后期的几个世纪里，特别是800年法兰克人的国王查理曼（统治时间：768-814年）在罗马城被加冕为皇帝后，西欧人不再认为拜占庭帝国是罗马帝国的继承者，而是帝国东部希腊王国的一部分。
即使拜占庭帝国的衰落，罗马人身份认同也一直延续並持續至1453年及之后。奥斯曼人使用“鲁密（罗马）人”（روم‎；Rûm，意为罗马人）称呼土耳其统治下的罗马人（奥斯曼罗马人），使用“鲁密（罗马）米利特”（ روم ملت；millet-i Rûm，意为罗马民族。）称呼所有东正教信仰族群。在奥斯曼人整个统治时期，希腊人和奥斯曼人领主一直维持着“鲁密（罗马）米利特”，并以希腊语言和东正教信仰为标志，逐步转变为一种民族身份，这也是形成现代希腊民族身份的前身。现代希腊人作为罗马人的自我认同直到希腊革命时期才开始丧失，当时多种因素使得“希腊（Ἕλληνε；Hellen）”这一名称兴起并取而代之。考虑到从十三世纪以来，尼西亚的精英阶层以及知识界的乔治·耶米斯托斯·普莱索和约翰内斯·阿尔吉罗波洛斯已经为希腊认同播下了种子。今天除了术语“希腊人（Έλληνες；Hellenes）”或“希腊人（Greeks）”外，现代希腊人有时还会使用拜占庭术语“罗马人（Ῥωμαῖοι；Romaioi或Ῥωμῖοι；Romioi）”来指代自己，用“罗马语（Ῥωμαίικ；Romaic）”指代现代希腊语。

## 引用
1. ↑  Stouraitis 2014，第176, 177頁, Stouraitis 2017，第70頁, Kaldellis 2007，第113頁
2. ↑  Stouraitis 2014，第196–197頁.
3. ↑  Asdrachas 2005，第8頁: "On the part of the Ottoman conquerors, already from the early years of the conquest, the word Rum meant at the same time their subjects of the Christian Orthodox faith and also those speaking Greek, as distinct from the neighbouring Albanians or Vlachs. "
4. ↑  Ricks, David; Magdalino, Paul. . Routledge. 2016-12-05. ISBN 978-1-315-26098-3. doi:10.4324/9781315260983.
5. ↑  Kaldellis 2007，第42–43頁
6. ↑  Angold 1975，第65頁
7. ↑  Merry 2004，第376頁; Institute for Neohellenic Research 2005，第8頁; Kakavas 2002，第29頁
8. ↑  Kaplanis 2014，第88, 97頁